# Entre le bœuf et l'âne gris

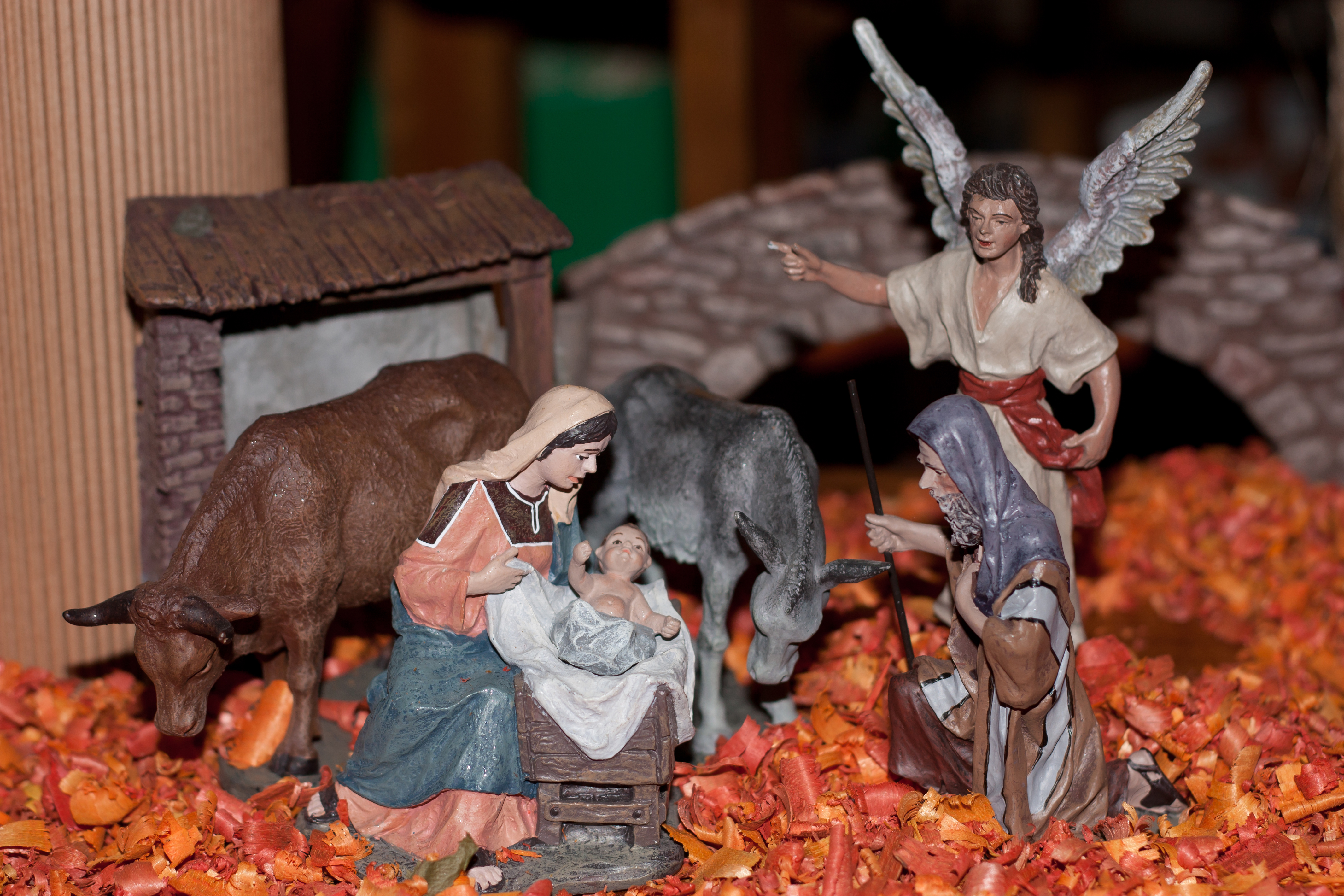
Crèche de Noël

Entre le bœuf et l'âne gris est l'un des chants de Noël les plus anciens car il daterait du début du XVIe siècle.
Les paroles de cette chanson font référence à la crèche où est né Jésus, et où figurent traditionnellement un âne et un bœuf.
Selon les récits populaires, l'haleine des deux animaux aurait réchauffé le nouveau-né.
La présence de l'âne et du bœuf dans la crèche doit vraisemblablement son origine à Isaïe : « Le bœuf connait son possesseur, et l'âne la crèche de son maître, Israël ne connaît pas, mon peuple ne comprend pas ». 
Le bœuf est l'occupant habituel de l'étable où Marie et Joseph ont trouvé refuge ; quant à l'âne, mené par Joseph, il aurait porté Marie enceinte de Nazareth à Bethléem.  

## Paroles
| Entre le bœuf et l'âne gris Dors, dors, dors le petit fils (Refrain) Mille anges divins Mille séraphins Volent à l'entour De ce grand Dieu d'amour |  |  | Entre les deux bras de Marie Dors, dors, dors le fruit de vie (Refrain) Entre les roses et les lys Dors, dors, dors le petit fils (Refrain) Entre les pastoureaux jolis Dors, dors, dors le petit fils (Refrain) En ce beau jour si solennel, Dors, dors, dors l'Emmanuel (Refrain) |

Une dernière strophe antisémite apparait dans un recueil de 1792, et sera rééditée jusque dans les années 1940 :
| Entre les larrons sur la Croix, Dors, dors, dors le Roi des rois Mille Juifs mutins, Cruels assassins, Crachent à l'entour De ce grand Dieu d'amour |